# جيروذ برايانتي
جيروذ برايانتي (الاسم العلمي: Neotoma bryanti) هي نوع من الحيوانات تتبع جنس الجيروذ من فصيلة الفأرية.